# Нугак Пхумсаванх
Нугак Пхумсаванх (лаос. ໜູຮັກ ພູມສະຫວັນ; 9 квітня 1914 — 9 вересня 2008) — лаоський політик, багаторічний діяч Патет Лао та Народно-демократичної партії Лаосу, третій президент Лаосу.

## Кар'єра
1945 року був одним із засновників антиколоніального революційного руху «Лао Іссара», а 1949 очолив комітет руху у Східному Лаосі. 1955 року був одним із засновників Народної партії Лаосу, яку згодом було перейменовано на Народно-революційну партію Лаосу (НРПЛ). Того ж року він став першим секретарем міського комітету партії В'єнтьяна. 1959 року був заарештований, і рік провів у в'язниці, перш ніж йому вдалось утекти.
У 1960-их — 1970-их роках відігравав значну роль під час громадянської війни в Лаосі.
1975 року після приходу НРПЛ до влади Нугак Пхумсаванх отримав посаду заступника голови Ради міністрів і міністра фінансів. Від 1982 до 1989 року був першим віцепрем'єром. Від 1989 до 1992 року очолював Верховні народні збори. Наприкінці 1992 року Пхумсаванх став президентом країни.
Від 1972 до 1996 року був членом Політбюро ЦК НРПЛ, після чого став радником ЦК НРПЛ. Мав гарне здоров'я та до 2001 року подорожував провінціями на вертольоті.
Помер у вересні 2008.